# Hassen Jelassi
Hassen Jelassi – tunezyjski bokser, srebrny medalista Igrzysk Śródziemnomorskich 1997 w Bari.
W lipcu 1997 zdobył srebrny medal na Igrzyskach Śródziemnomorskich 1997, które rozgrywane były we włoskim mieście Bari. Finałowym rywalem Tunezyjczyka był Francuz Mimoun Chent, który zwyciężył minimalnie na punkty (4:5).